# Andrew Cohen (voetballer)
Andrew Cohen (Kalkara, 13 mei 1981) is een voormalig Maltees voetballer die een groot deel van zijn carrière uitkwam voor Hibernians FC. Daarnaast kwam hij ook uit voor het Maltees voetbalelftal. In 2024 was hij voetbaltrainer van Gzira United.

## Clubcarrière
Andrew Cohen begon al in zijn tienerjaren voor Hibernians FC te spelen. Vanaf het seizoen 1999/00 kwam hij uit voor het eerste team van de club. In zijn eerste seizoen speelde hij zeven keer mee en wist daarin één keer het net te vinden. In zijn tweede seizoen wist hij een basisplaats af te dwingen en wist toen drie keer te scoren. In zijn derde seizoen was hij een van de bepalende spelers van het team dat kampioen van Malta werd.
In het seizoen 2002/03 was Andrew Cohen minder succesvol voor de club, maar na de komst van Terence Scerri het seizoen daarop ging zijn productiviteit voor de ploeg weer omhoog. Het seizoen daarop was 21 keer trefzeker in slechts 23 wedstrijden. In de jaren daarna bleef hij scoren voor Hibernians en dat werd uiteindelijk beloond met een kampioenschap in 2009.

## Interlandcarrière
In 2004 maakte hij zijn debuut voor het nationale elftal. In 48 wedstrijden is hij slechts één keer trefzeker geweest voor Malta. In de WK-kwalificatiewedstrijd tegen Italië maakte hij in de verlenging een eigen doelpunt. De wedstrijd ging met 2-0 verloren.

## Trainerscarrière
Op 18 januari 2024 werd Cohen de nieuwe manager van Gzira United

## Erelijst
Hibernians
- Premier League: 2001/02, 2008/09, 2014/15
- Maltese voetbalbeker: 2006, 2007, 2012, 2013
- Maltese Supercup: 2007/08

Individueel
- Maltees voetballer van het jaar: 2004/05, 2005/06, 2014/15, 2017/18